# Académie indienne des sciences
Pour les articles homonymes, voir Académie des sciences et IAS.
L'Académie indienne des sciences (en anglais : Indian Academy of Sciences ou IAS), à Bangalore, a été fondée par C. V. Raman, et a été enregistrée comme une société savante le 24 avril 1934. Inaugurée le 31 juillet 1934, elle a commencé avec 65 membres fondateurs. La première assemblée générale des membres, tenue le même jour, a élu Raman en tant que président, et a adopté la constitution de l'Académie.

## Objectifs
Les objectifs de l'Académie sont de promouvoir le progrès dans les branches des sciences pures et des sciences appliquées ; d'encourager la recherche dans les diverses branches des sciences ; de représenter le travail scientifique de l'Inde à l'étranger ; de publier des travaux relatifs à la recherche scientifique initiée par l'Académie, les Académies provinciales, les Universités et les institutions scientifiques du gouvernement ; d'organiser les réunions de comités et de conférences visant à examiner les documents soumis à l'Académie ; de conseiller le gouvernement et d'autres organismes sur des questions scientifiques et autres visées à l'Académie.

## Publications
Le premier numéro des Academy Proceedings est paru dans deux sections en juillet 1934. Ils sont divisés en deux en juillet 1935 - une partie consacrée aux sciences physiques et de l'autre aux sciences de la vie. En 1973 les publications de l'Académie ont été à leur tour divisées en plusieurs revues visant des disciplines scientifiques spécifiques.
L'Académie publie un journal mensuel appelé Resonance depuis janvier 1996. Visant généralement les étudiants de licence, il contient également un peu de matériel pour d'autres niveaux, lycéens et universitaires. Chaque numéro est centré sur la vie et l'œuvre d'un scientifique célèbre. Il intègre des articles examinant de nouveaux livres et des classiques. Le comité de rédaction se compose de 40 scientifiques de tout le pays.
L'Académie publie également une revue de recherche bimensuelle appelée Sadhana - Academy Proceedings in Engineering Sciences depuis 1978. La revue couvre toutes les branches des sciences de l'ingénieur. Sadhana est distribué sous forme imprimée à l'extérieur de l'Inde et en ligne dans le monde entier par Springer.

## Projet Lifescape
Visant à enrichir l'éducation scientifique, l'Académie a lancé le Projet Lifescape en collaboration avec le Centre pour les Sciences Écologiques à l'Indian Institute of Science (IISc) pour diffuser la connaissances sur la biodiversité. Il vise à impliquer les écoliers et les collégiens en vue de l'obtention d'informations de première main sur l'état, et les changements en cours, des habitats écologiques d'espèces de grande importance pour la vie humaine. Un des objectifs du projet est de publier des bilans illustrés de 1 500 espèces indiennes de micro-organismes, de plantes et d'animaux. Les bilans devraient également inclure des informations supplémentaires sur la répartition, l'écologie et le comportement de ces espèces.
Le projet a publié trois ouvrages, Butterflies of Peninsular India, Freshwater Fishes of Peninsular India, et Amphibians of Peninsular India. Un quatrième, Dragonflies and Damselflies of Peninsular India est disponible en format électronique, téléchargeable gratuitement à partir du site web du projet.

## La chaire Raman
Le gouvernement de l'Inde a institué la chaire Raman en 1972 pour commémorer la mémoire du fondateur de l'Académie. D'éminentes personnalités scientifiques sont invités par le Conseil de l'Académie à occuper la chaire, pour une durée de six semaines et six mois.

## Autres travaux
L'Académie parraine et organise deux semaines de cours de « rafraîchissement » pour des enseignants sélectionnés provenant de l'ensemble de l'Inde. Elle décerne chaque année des bourses d'été pour les enseignants et les étudiants les plus brillants et talentueux, pour travailler avec l'Académie sur des projets orientés vers la recherche dans les divers centres de recherche à travers l'Inde, dont l' IISc à Bangalore. Elle mène des programmes de conférences dans les écoles et les universités sur les sujets de recherche adaptés.

## Liste des présidents
La liste des présidents de l'académie  :
- 1934-1970 : Chandrashekhara Venkata Râman
- 1971-1973 : Toppur Seethapathy Sadasivan (en)
- 1974-1976 : M. G. K. Menon (en)
- 1977-1979 : Satish Dhawan
- 1980-1982 : Srinivasan Varadarajan (en)
- 1983-1985 : S. Ramaseshan (en)
- 1986-1988 : Obaid Siddiqi (en)
- 1989-1991 : C. N. R. Rao
- 1992-1994 : Roddam Narasimha (en)
- 1995-1997 : Palle Rama Rao (en)
- 1998-2000 : Narendra Kumar
- 2001-2003 : Krishnaswamy Kasturirangan (en)
- 2004-2006 : T. V. Ramakrishnan (en)
- 2007-2009 : Dorairajan Balasubramanian (en)
- 2010-2012 : Ajay K. Sood (en)
- 2013-2015 : Dipankar Chatterji (en)
- 2016-2018 : Ramakrishna Ramaswamy (en)
- 2019-2021 : Partha P. Majumder[3]

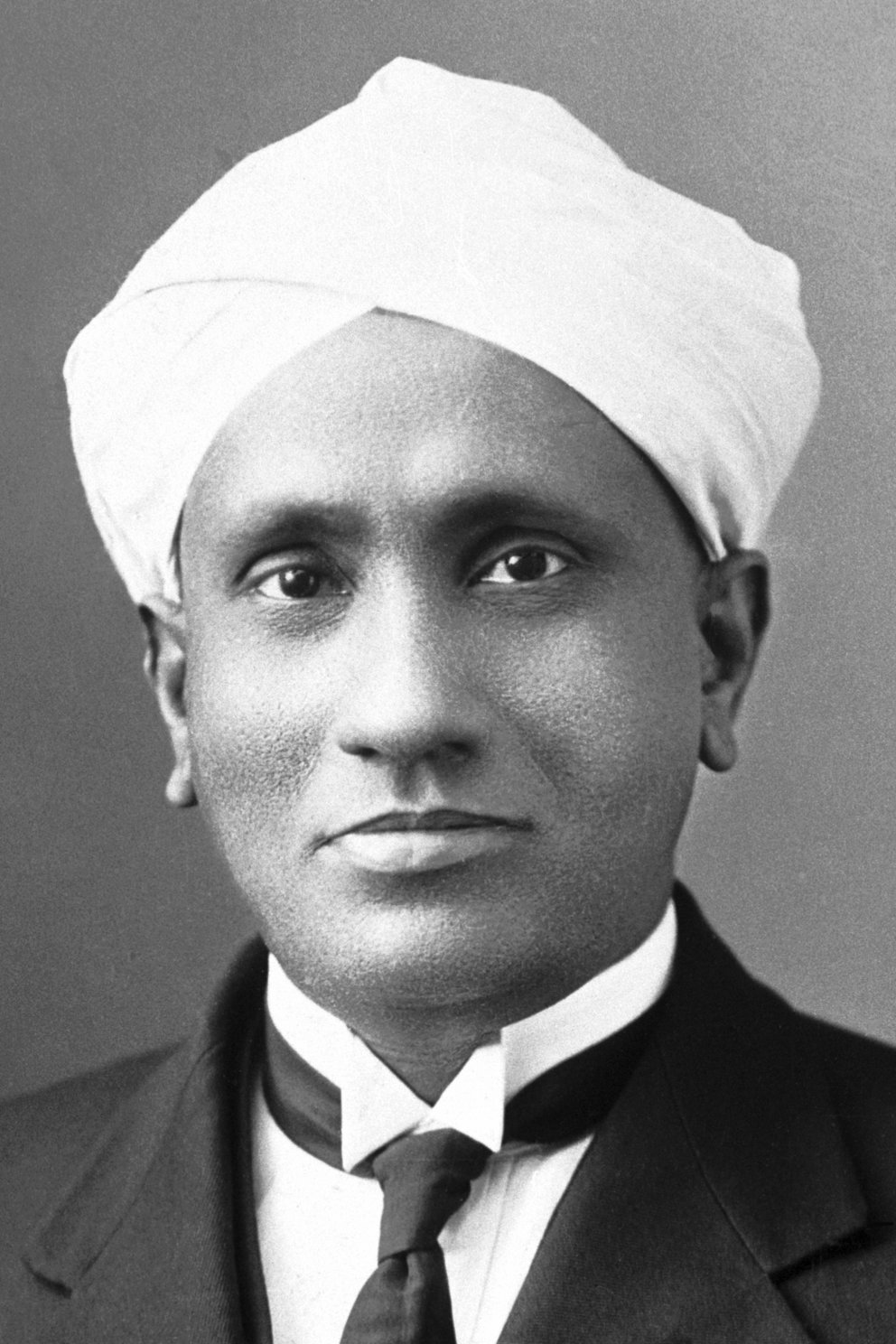
C. V. Raman
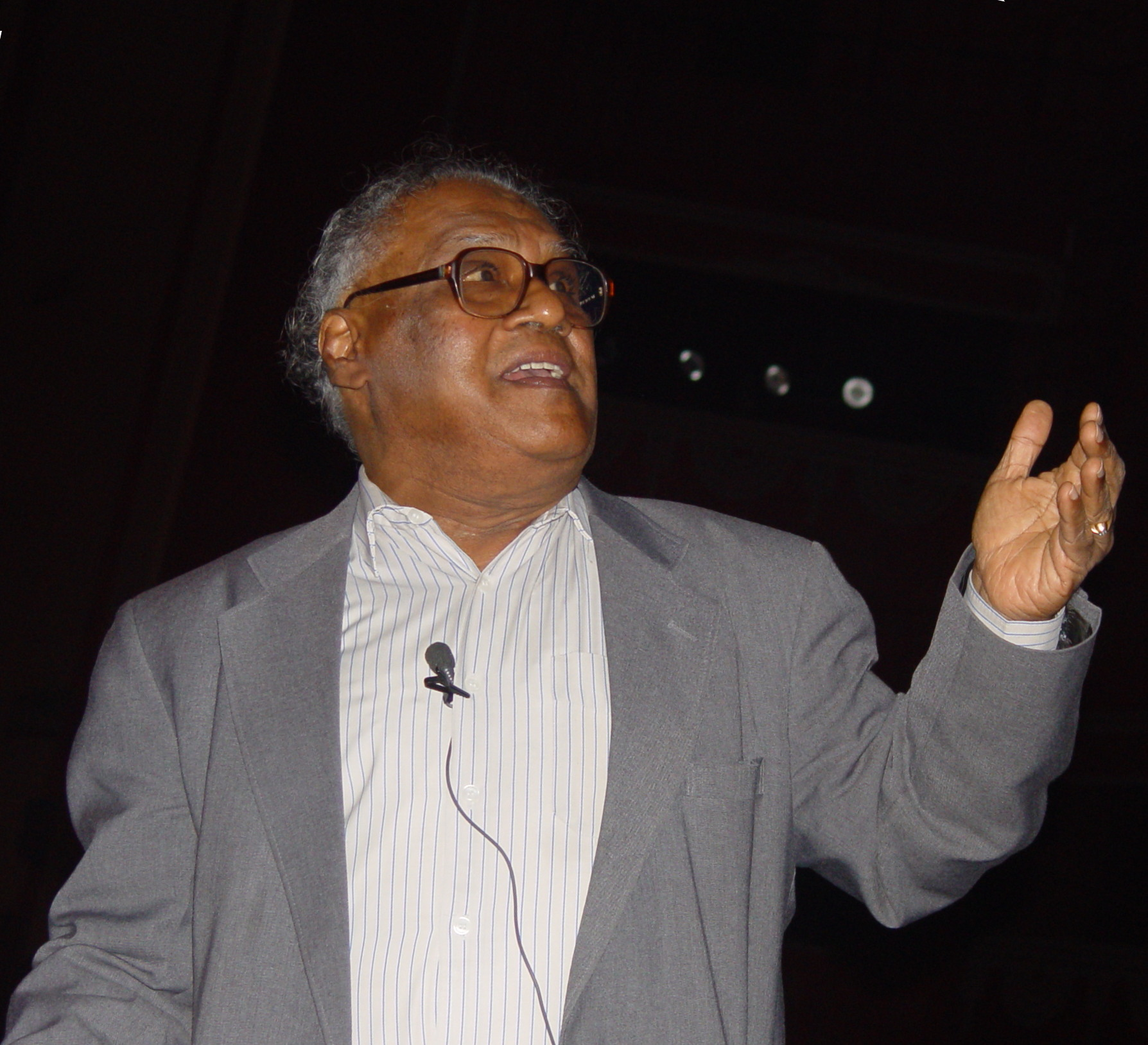
C. N. R. Rao
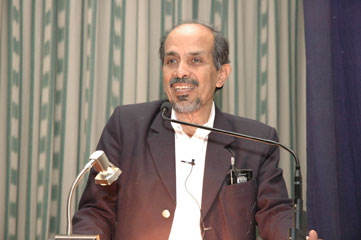
Roddam Narasimha
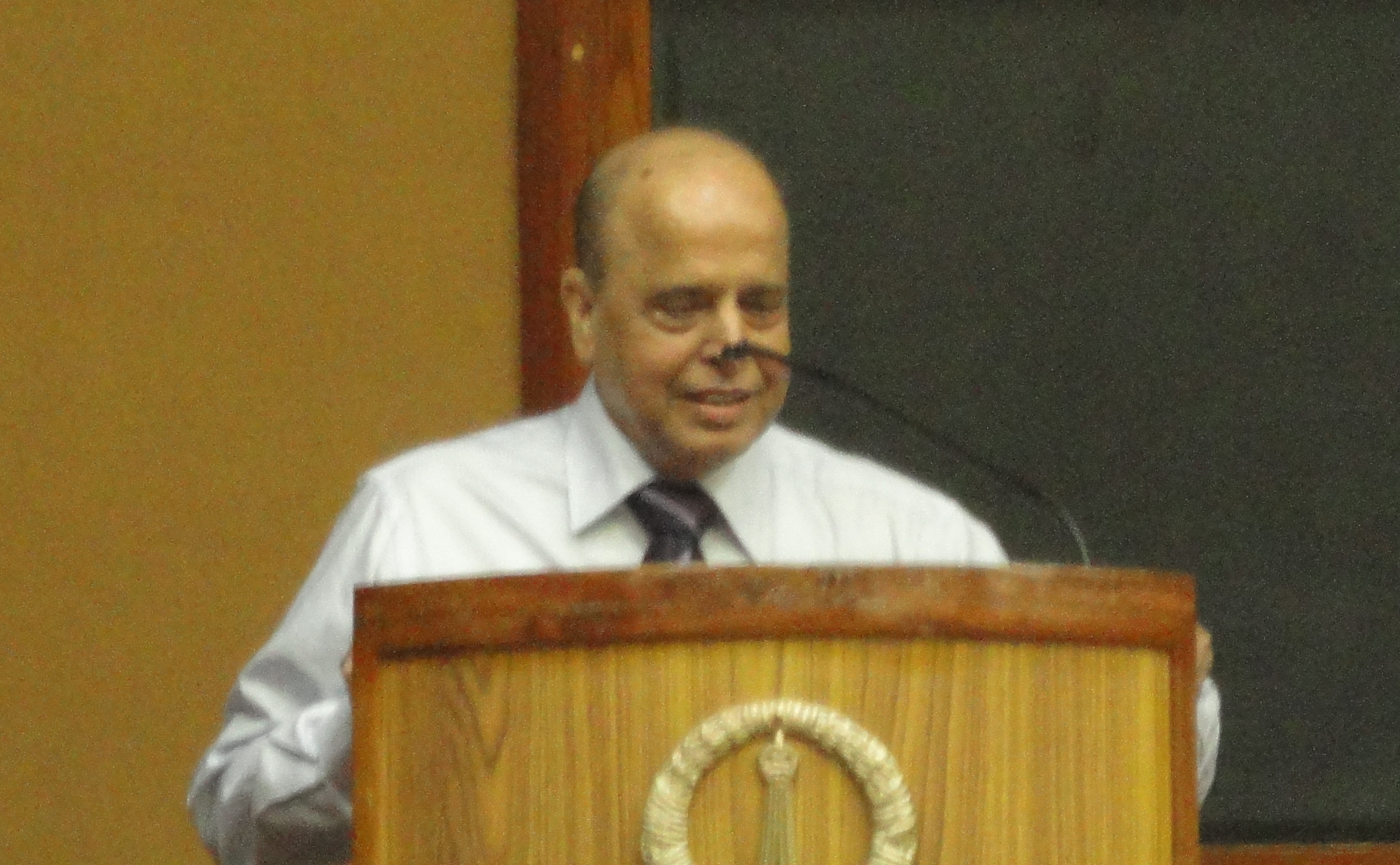
Krishnaswamy Kasturirangan
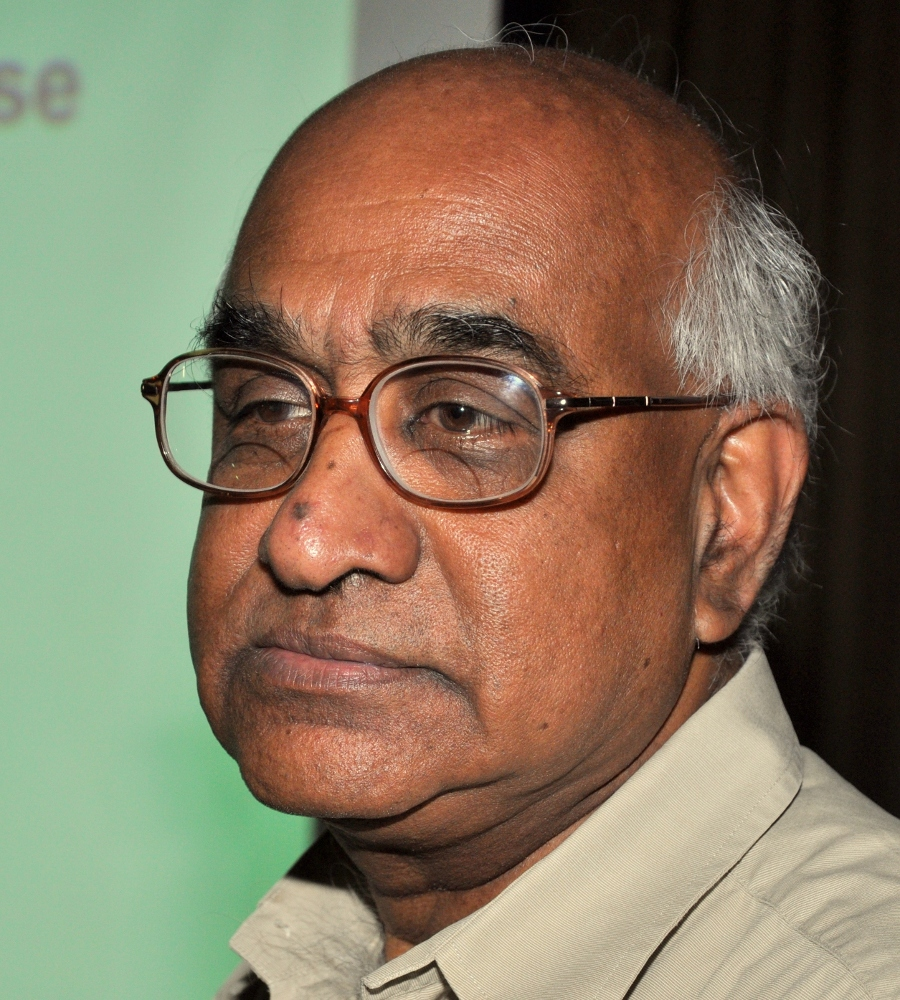
T. V. Ramakrishnan
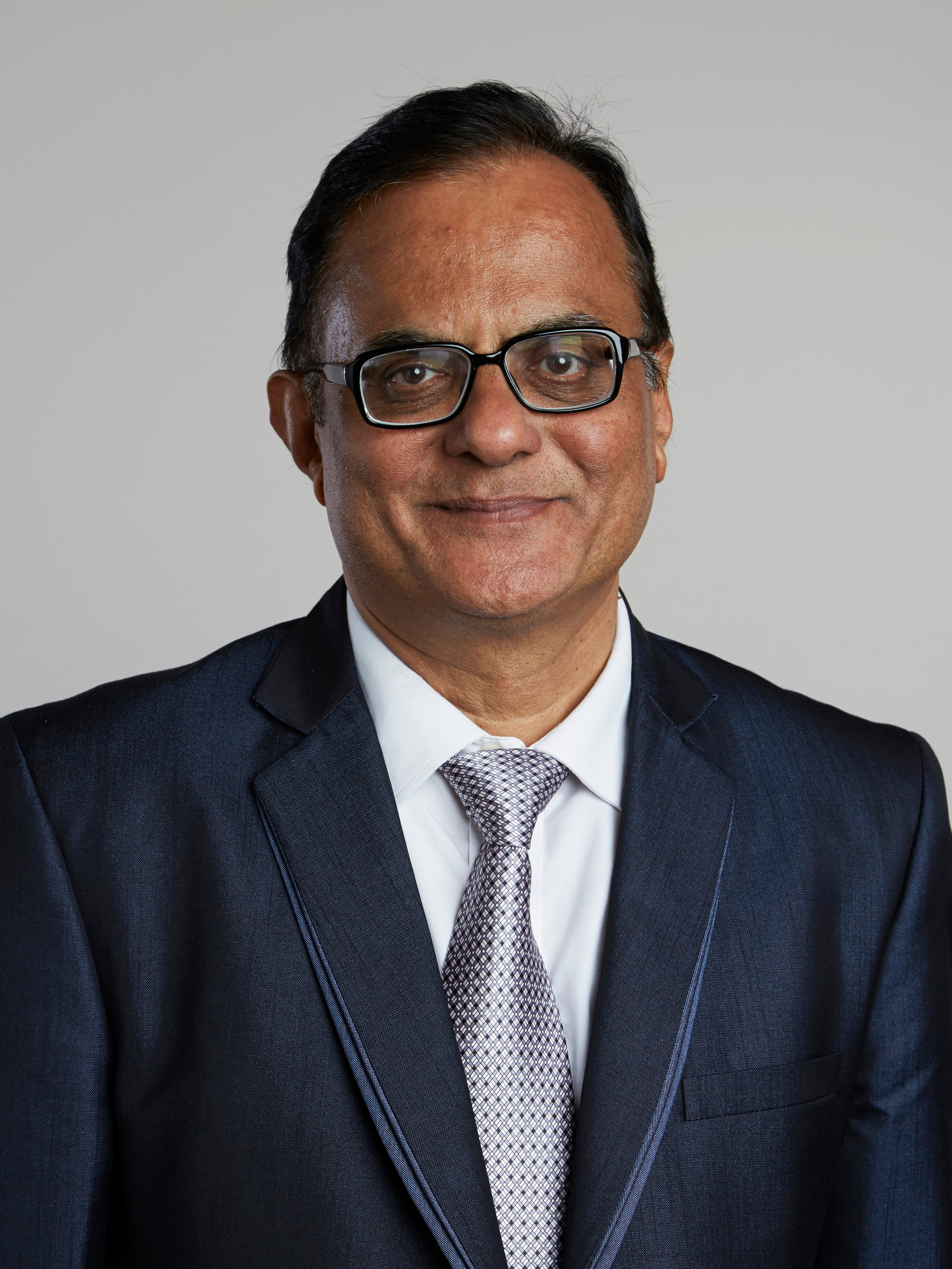
Ajay K. Sood